# Run Away
Pour les articles homonymes, voir Runaway.
Run Away est une chanson de SunStroke Project et d'Olia Tira ayant représenté la Moldavie au Concours Eurovision de la chanson 2010. La chanson est arrivée 22e sur 25 lors de la finale du concours. Run Away contient un solo du saxophoniste Sergey Stepanov, qui est devenu un mème Internet sous le nom d'« Epic sax guy ».

## Classements des ventes

### Classements hebdomadaires

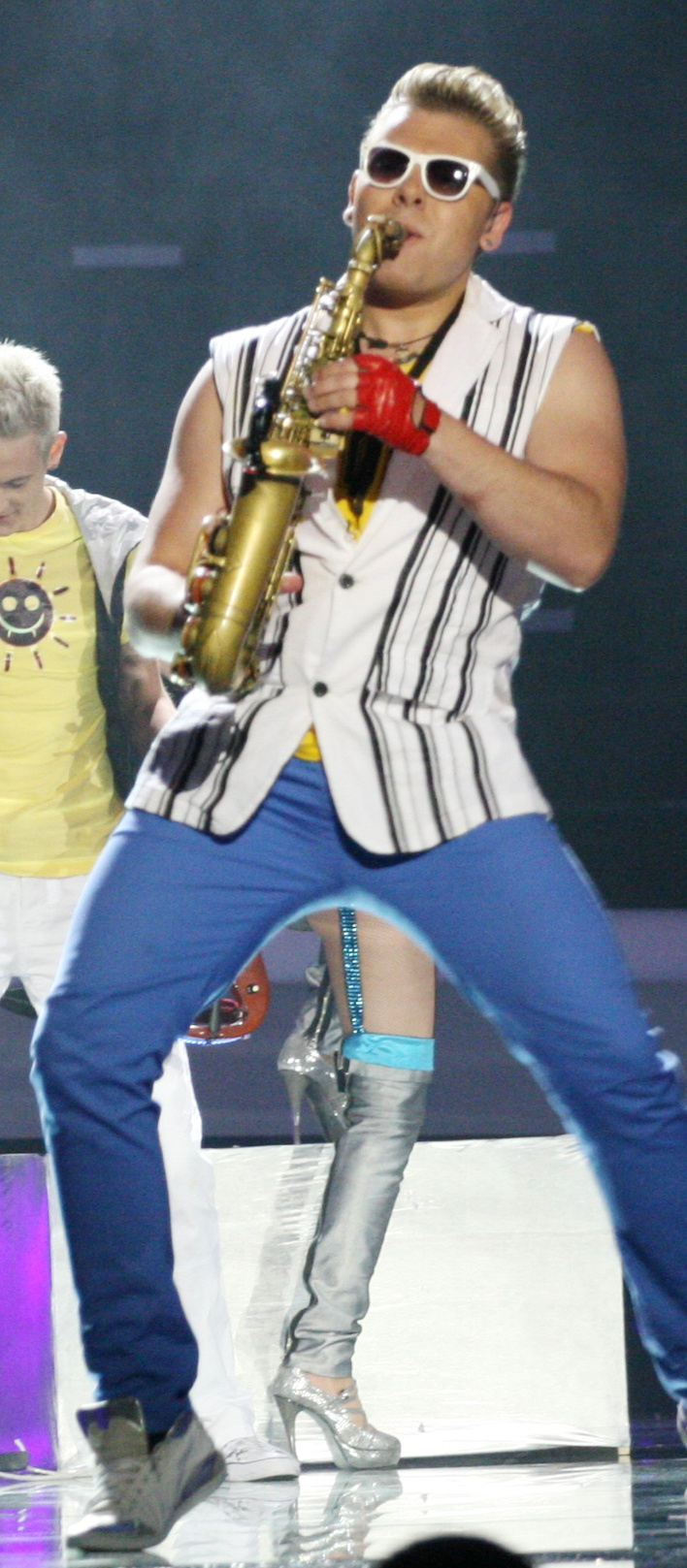
Sergey Stepanov, alias Epic sax guy, lors de la finale de l'Eurovision 2010.

| Pays    | Meilleure position | Temps dans le classement |
| ------- | ------------------ | ------------------------ |
| Norvège | 7                  | 3 semaines               |
| Suède   | 31                 | 2 semaines               |